# پرواز شماره ۱۷ هواپیمایی مالزی
پرواز شماره ۱۷ هواپیمایی مالزی (اختصاری MH17) پرواز مستقیم شرکت هواپیمایی مالزی بود که از آمستردام در هلند به مقصد کوالالامپور در مالزی در حرکت بود. این پرواز در میان راه در مرز روسیه و اوکراین سرنگون شد. گزارش‌های اولیه از پرتاب موشک به سمت هواپیما به عنوان دلیل سقوط آن اشاره می‌کنند. همچنین این گزارش‌ها مرگ تمامی سرنشینان این هواپیما را تأیید کردند. دولت اوکراین و جدایی طلبان طرفدار روسیه یکدیگر را به سرنگونی این هواپیما متهم کردند ملیت مسافران هواپیما عبارتند از: ۱۹۳ شهروند هلند، ۲۷ استرالیایی، ۴۳ مالزیایی، ۱۲ اندونزیایی، ۱۰ بریتانیایی به همراه ۴ آلمانی، ۴ بلژیکی، ۳ فیلیپینی ۱ نیوزلندی و ۱ کانادایی در پرواز ام. اچ ۱۷ حضور داشته‌اند که همگی کشته شده‌اند. پس از این حادثه کشورهای مختلف جهان از دولت اوکراین و جدایی‌طلبان طرفدار روسیه خواسته‌اند ضمن برقراری آتش‌بس، با تحقیقات بین‌المللی در مورد سقوط هواپیمای مسافربری مالزیایی همکاری کنند.
هواپیما در استان دونتسک در شرق اوکراین سقوط کرد که در آن زمان شاهد درگیری سنگین بین شورشیان طرفدار روسیه و دولت مرکزی اوکراین بود و هواپیماهای نیروی هوایی اوکراین پیشتر در آن فعالیت داشتند. در زمان سقوط هواپیما، دولت اوکراین با استناد به شنود مکالماتی که گفته می‌شد بین فرماندهان شورشی صورت گرفته، اعلام کرد که هواپیما هدف اصابت موشک زمین به هوای پیشرفته‌ای قرار گرفته که روسیه در اختیار شورشیان قرار داده بود. منابع غربی نیز سرنگونی هواپیما در نتیجه اصابت موشک زمین به هوا را محتمل دانسته‌اند. شورشیان اوکراینی و دولت روسیه این نظر را رد کردند و در هر حال، دولت اوکراین را به دلیل تلاش برای مقابله نظامی با جدایی‌طلبان، مسئول نهایی هر گونه عملیات نظامی در منطقه دانستند. به دلیل تسلط شبه‌نظامیان جدایی‌طلب بر منطقه سقوط هواپیما، ورود کارشناسان بین‌المللی به محل حادثه با تأخیر و همراه با برخی محدودیت‌ها صورت گرفت و گفته شد که احتمال دارد برخی از شواهد مربوط به عوامل ایجاد این سانحه توسط جدایی‌طلبان یا مأموران روسی جابجا یا محو شده باشد.

## درخواست ایکائو
در پی درخواست ایکائو، پس از سقوط هواپیمای مالزیایی در آسمان اوکراین و بسته شدن آسمان این کشور، معاون استاندارد پرواز سازمان هواپیمایی ایران از اعلام آمادگی ایران برای پذیرش پروازهای عبوری خبر داد. حمید حبیبی معاون استاندارد پرواز این سازمان گفت:
 در پی سقوط یک فروند هواپیمای مسافربری بوئینگ ۷۷۷ مالزی در روز گذشته در مرز اوکراین و روسیه و به دنبال آن وضعیت نامناسب خطوط هوایی کشور اوکراین و بنا بر درخواست سازمان بین‌المللی هوانوردی (ایکائو)، ایران آمادگی خود را برای پذیرش پروازهای عبوری که قصد تغییر مسیر و استفاده از فضای ایران را دارند اعلام کرد.

## علت سقوط
| ملیت     | تعداد |
| -------- | ----- |
| استرالیا | ۲۷    |
| بلژیک    | ۴     |
| کانادا   | ۱     |
| آلمان    | ۴     |
| اندونزی  | ۱۲    |
| مالزی    | ۴۳    |
| هلند     | ۱۹۳   |
| نیوزلند  | ۱     |
| فیلیپین  | ۳     |
| بریتانیا | ۱۰    |
| کل       | ۲۹۸   |

باراک اوباما، رئیس‌جمهور آمریکا تأکید کرده که براساس مدارک موجود، هواپیمای مالزی با یک موشک زمین به هوا که از داخل محدوده تحت کنترل جدایی‌طلبان اوکراین پرتاب شده هدف قرار گرفته است. در مقابل اما نیروهای طرفدار روسیه در شرق اوکراین این اتهام را رد کرده و دولت مرکزی را مسئول این اقدام دانسته‌اند. آنها اعلام کرده‌اند که این هواپیما توسط ارتش اوکراین هدف قرار گرفته چون نیروهای آنها به تجهیزاتی که بتوان با آن هواپیمایی را در ارتفاع ۱۰ هزار متری هدف قرار داد دسترسی ندارند.
با بررسی داده‌های جعبه سیاه هواپیما روشن شد که سمت چپ بدنه هواپیما بر اثر برخورد ترکش حاصل از شلیک یک موشک بوک سوراخ شده و این هواپیما به خاطر کاهش شدید فشار داخلی، منفجر شده و در نهایت هواپیما از قسمت چپ سرنگون شده است.
متخصصان تیم تحقیقاتی هلندی که در جستجوی دلایل سقوط هواپیمای مسافربری ام اچ ۱۷ هستند، از یافتن اجزایی خبر می‌دهند که احتمال دارد به یک موشک بوک تعلق داشته باشد. موشک زمین به هوای بوک، ساخت روسیه است.

مسیر پرواز هواپیما و محل سرنگونی

### گزارش هیئت پژوهش
روز سه شنبه، ۱۸ شهریور (۹ سپتامبر)، هیئت پژوهش پیرامون سقوط هواپیما، نتیجه مقدماتی بررسی‌های خود را منتشر کرد. در این گزارش آمده است که بررسی‌ها نشان می‌دهد که آثار باقی‌مانده بر قطعات به دست آمده از لاشه هواپیما در محل سقوط آن در خاک اوکراین «با آسیب‌های ناشی از اصابت تعداد زیادی اشیاء با شتاب زیاد از خارج به بدنه هواپیما انطباق دارد.» براساس گزارش مقدماتی اداره ایمنی پرواز هلند، پراکنده شدن قطعات هواپیما در منطقه‌ای وسیع نشان می‌دهد که هواپیما قبل از برخورد با زمین، در هوا متلاشی شده بود.

### وتوی قطعنامه شورای امنیت
در تاریخ ۳۰ ژوئیه ۲۰۱۵ قطعنامه شورای امنیت که در نظر داشت با تشکیل یک دادگاه جنایی بین‌المللی، عاملان سقوط پرواز ام اچ ۱۷ بر فراز اوکراین را مجازات کند، توسط روسیه وتو شد.

## مقصر حادثه
در ۲۴ می ۲۰۱۸ (۰۳ خرداد ۱۳۹۷) رئیس بخش جنایی پلیس ملی هلند اعلام کرد: پس از پژوهشهای مفصل به این نتیجه رسیدیم موشکی که هواپیما را مورد اصابت قرار داده از یک پایگاه نظامی روسیه و از یک سامانه ضدموشکی روسی (موشک بوک) شلیک شده است. تمام وسایل نقلیه‌ای که موشک را حمل کرده‌اند نیز متعلق به ارتش روسیه بوده است. پیشتر گفته می‌شد این اقدام کار جدایی طلبانی اوکراین بوده است که نزدیک به روسیه هستند.

## پیش‌بینی عجیب یکی از مسافران این پرواز در مورد سرنوشت هواپیما
یکی از مسافران هلندی پرواز ام اچ ۱۷ مالزی، مردی به نام «کُر پَن» بود که دقایقی پیش از سوار شدن بر هواپیما عکسی از آن را در صفحهٔ فیس بوک خود منتشر کرد و در کنار عکس نوشت: «اگر ناپدید شدیم، هواپیما این شکلی بود!». ظاهراً اشارهٔ طنزآمیز او به ماجرای اسرارآمیز پرواز شماره ۳۷۰ هواپیمایی مالزی بوده است.این عکس در صفحهٔ فیس بوک او در ساعات و روزهای پس از سقوط هواپیما چندین هزار بار بازنشر شد.

## نگارخانه

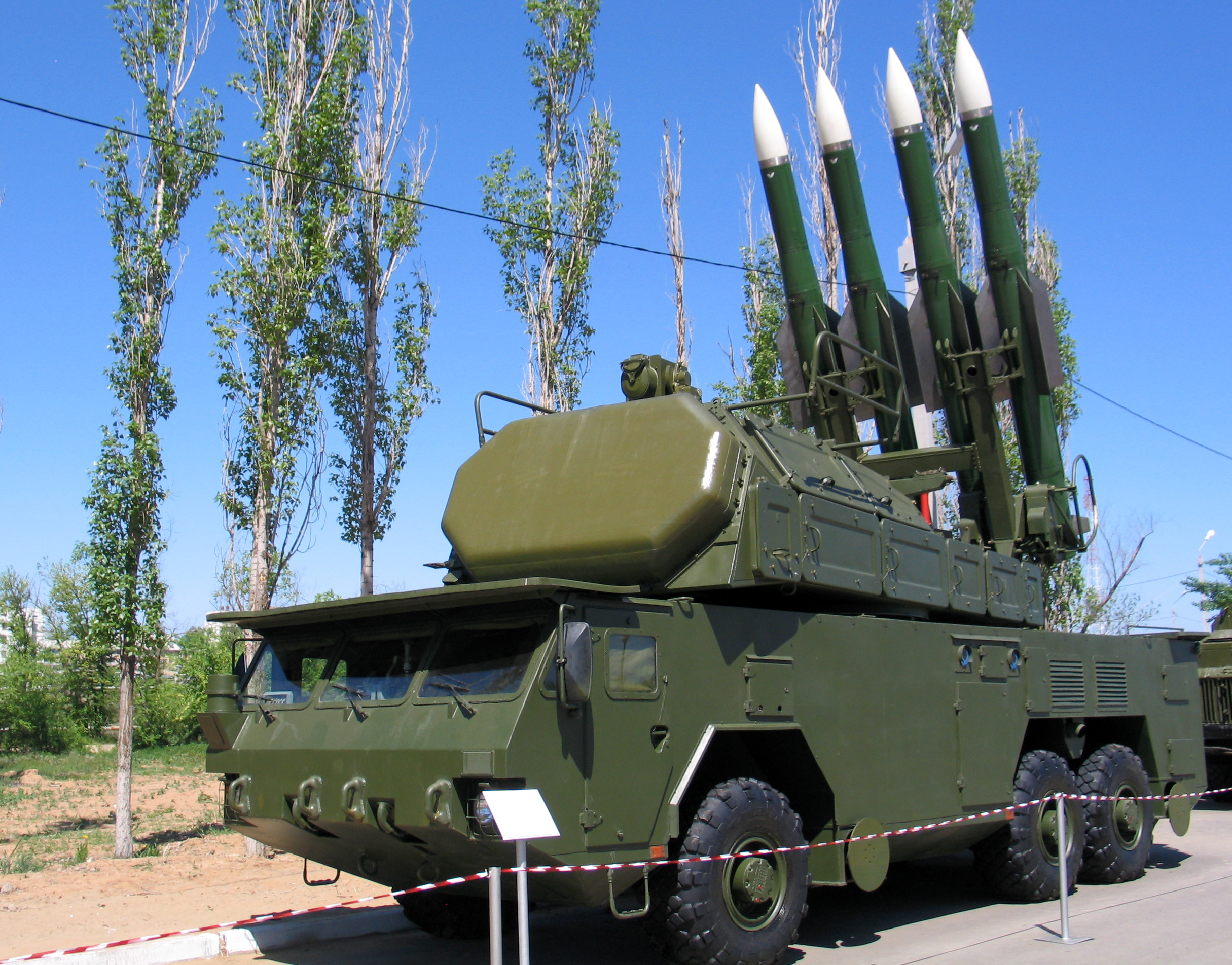
Buk-m2
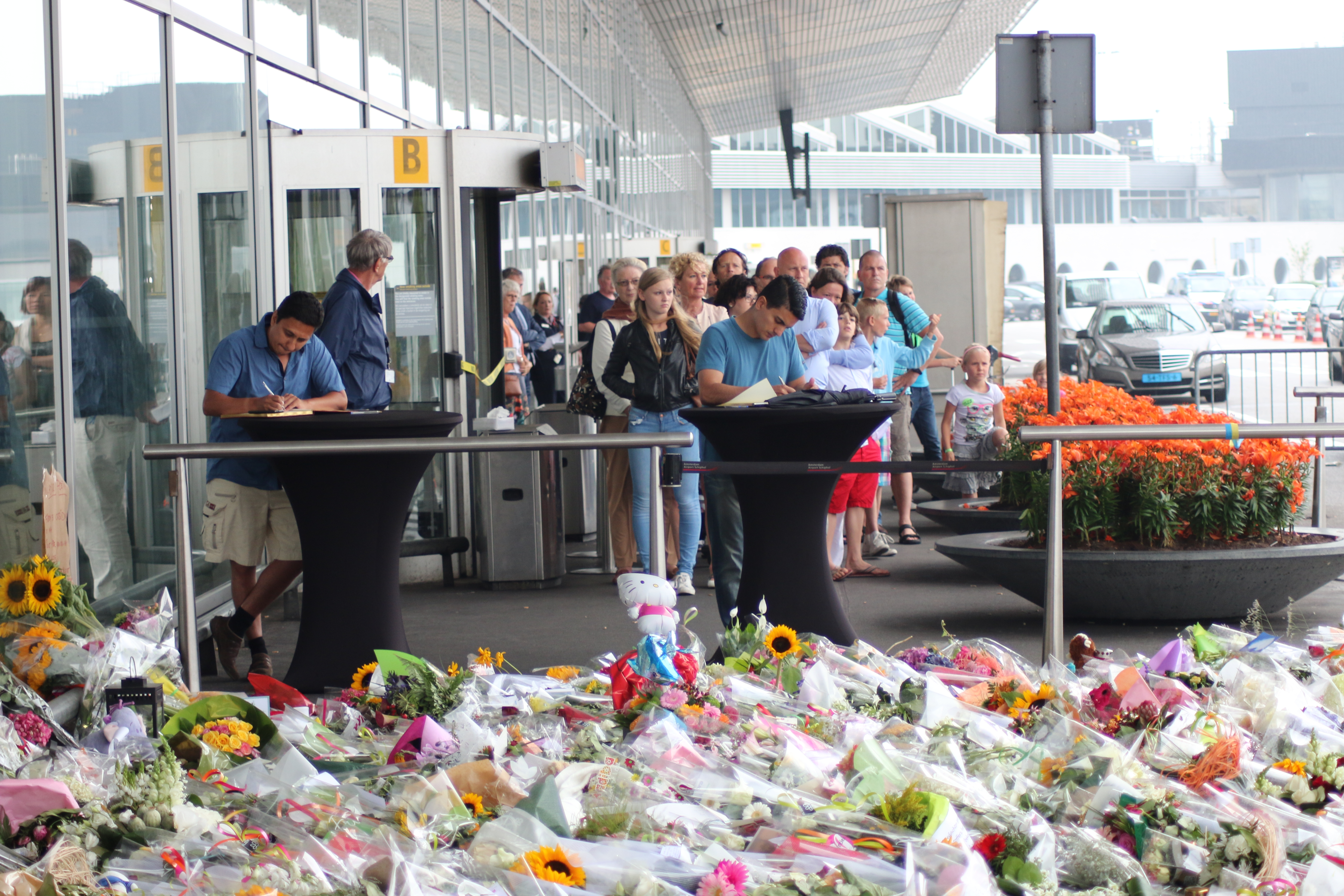
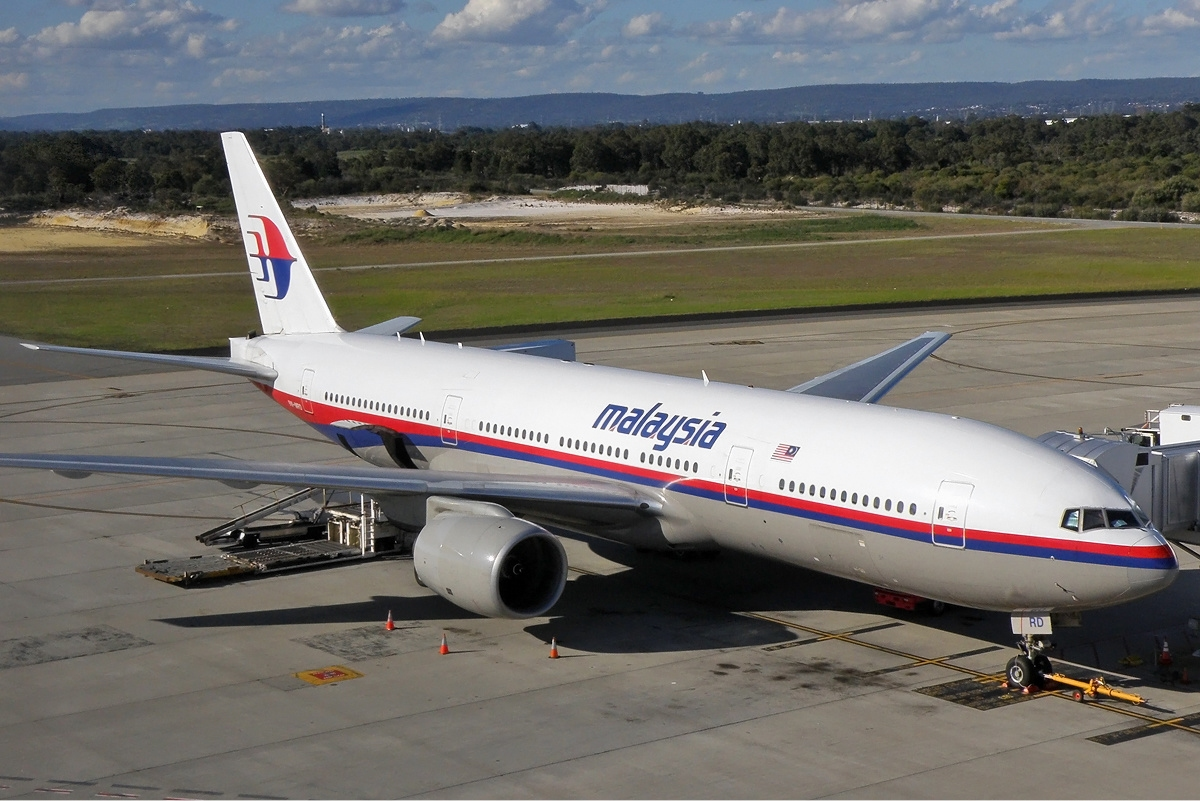

## یادداشت
1. ↑  ملیت دوگانه کانادایی - رومانیایی (مسافرت با گذرنامه کانادایی)
2. ↑  شامل:
  - یک نفر با ملیت دوگانه آلمانی - هلندی
3. ↑  شامل ۱۵ نفر خدمه پرواز
4. ↑  شامل:
  - یک نفر تابعیت دوگانه هلندی - بلژیکی
  - یک نفر تابعیت دوگانه هلندی - اسرائیلی
  - یک نفر تابعیت دوگانه هلندی - ایتالیایی
  - یک نفر تابعیت دوگانه هلندی - آمریکایی
5. ↑  شامل:
  - یک شهروند آفریقای جنوبی - بریتانیایی
  - یک شهروند بریتانیای - نیوزیلندی.